# Althaemenes tabanga
Althaemenes tabanga är en insektsart som beskrevs av Willemse, C. 1962. Althaemenes tabanga ingår i släktet Althaemenes och familjen gräshoppor. Inga underarter finns listade i Catalogue of Life.